# Polycyclic Aromatic Compounds
Polycyclic Aromatic Compounds (abrégé en 	 Polycycl. Aromat. Compd.) est une revue scientifique à comité de lecture qui publie des articles dans le domaine de la chimie organique des produits polycycliques.
D'après le Journal Citation Reports, le facteur d'impact de ce journal était de 0,76 en 2014]. Actuellement, le directeur de publication est Philippe Garrigues (Université Bordeaux I, France).